# Misturasotoma brucealla
 (septembre 2019).
Genre
Espèce
Synonymes
- Isotoma brucei Wray, 1953 nec Carpenter, 1907
- Isotoma brucealla Wray, 1953

Misturasotoma brucealla, unique représentant du genre Misturasotoma, est une espèce de collemboles de la famille des Isotomidae.

## Distribution
Cette espèce se rencontre en Amérique du Nord.

## Publications originales
- Wray, 1953 : Change of specific name of Isotoma. Bulletin of the Brooklyn Entomological Society, vol. 48, p. 66.
- Bernard & Christiansen, 2010 : Misturasotoma, a new nearctic springtail genus (Collembola: Isotomidae). Zootaxa, no 2499, p. 57-62.
- Wray, 1953 : Two new North American Isotoma (Collembola) and key to eyeless forms. Bulletin of the Brooklyn Entomological Society, vol. 48, p. 54–56.